# Poekebeek
El Poekebeek, antigament Kalene és un rierol belga que neix al barri de Flesse a la ciutat de Tielt i que desemboca a l'Schipdonkkanaal a Nevele.
El Poekebeek rega les localitats de Tielt, Ruiselede, Poeke, Poesele i Nevele. Abans de l'excavació del canal de Schipdonk, el Poekebeek continuava via Landegem i Merendree cap a l'Oude Kale, un afluent del Durme. Per tal de regenerar el riu, el 2011 es va estrenar un nou pas de peix a l'antiga presa entre el Poekebeek i l'Schippdonkkanaal. A poc a poc es reobren els meandres que al segle XX es van tallar en obres de rectificació. Això crea zones de cabal més lent, indispensable per a molts peixos.

## Afluents
- Wantebeek
- Klaphullebeek
- Budingsbeek
- Neringbeek
- Neerschuurbeek